# 버네사 페를리토
버네사 페를리토(Vanessa Ferlito, 1977년 12월 28일~)는 미국의 배우이다. 그녀는 CBS의《CSI: 뉴욕》의 두 시즌에서 에이든 번 형사를 맡은 것으로 알려져 있으며, Fox의 《24》에서 클라우디아 에르난데스 역을 맡은 것으로도 잘 알려져 있다.

## 출연 작품
- 애프터매스(2015)
- 듀크(2013)
- 멋진 녀석들(2012)
- 월 스트리트: 머니 네버 슬립스(2010)
- 마디아 감옥가다(2009)
- 줄리 & 줄리아(2009)
- 넛딩 라이크 더 홀리데이(2008)
- 디센트(2007)
- 데쓰 프루프(2007)
- 그라인드하우스(2007)
- 샤도우박서(2005)
- 즐거운 경찰(2005)
- 톨부스(2004)
- 스파이더맨 2(2004)
- 언디피티드(2003)
- 온라인(2002)
- 25시(2002)

### 텔레비전
- 지미 키멜 라이브! (2003-07)
- CSI: 뉴욕 (2004-06)
- 업 클로즈 위드 캐리 키건 (2007-08, Up Close with Carrie Keagan)
- 그레이스랜드 (2013-15)